# 小行星7087
小行星7087（英語：7087 Lewotsky）是一颗围绕太阳公转的小行星。1991年10月13日，埃莉諾·赫琳在帕洛马山发现了此天体。
这颗小行星的绝对星等为270.55522等。